# Heteromeringia spinulosa
Heteromeringia spinulosa är en tvåvingeart som beskrevs av Mcalpine 1960. Heteromeringia spinulosa ingår i släktet Heteromeringia och familjen träflugor. Inga underarter finns listade i Catalogue of Life.